# 小雷德菲尔德·普罗克特
小雷德菲尔德·普罗克特（英語：Redfield Proctor Jr.，1879年4月13日—1957年2月5日）是美国企业高管及政治人物，曾于1923年至1925年担任佛蒙特州第59任州长。

## 生平
小雷德菲尔德是艾米莉·简（原姓达顿）和佛蒙特州联邦参议员雷德菲尔德·普罗克特的儿子，他于1879年4月13日出生在佛蒙特州的普罗克托。1902年，他从麻省理工学院取得机械工程学士学位，随后在家族企业佛蒙特大理石公司担任高管。随后他逐步升至公司副总裁，并担任普罗克特信托公司总裁。他娶了玛丽·舍伍德·海德里克为妻，与之育有三名子女。
普罗克特在其他商业组织中也十分活跃，他曾担任克拉伦登和皮茨福德铁路公司的总裁，还曾担任波士顿肖穆特银行、美国制造商协会和美国商会的董事会成员。
普罗克特参与了多项公民事务，包括担任佛蒙特州卫生疗养院董事会成员以及米德尔伯里学院、瓦萨学院和佛蒙特大学的董事会成员。他曾担任普罗克托镇议员，随后当选佛蒙特州众议院议员，于1912年至1917年在任，并在1917年至1919年间担任佛蒙特州参议院议员。普罗克特还曾作为代表出席1920年共和党全国代表大会。
普罗克特在第一次世界大战期间参军并获得工兵部队上尉军衔，且在弗吉尼亚州贝尔沃堡接受初步训练。普罗克特曾被驻派到华盛顿兵营，担任第322工程团的供应干事。战争结束后，他继续服役于预备役并获升上校，担任第322工程团团长，该团隶属于预备役第97师。
普罗克特于1922年当选州长，并于1923年至1925年间担任州长职务。在任期间，他成功推动了佛蒙特州政府的现代化改革，其中包括授权行政部门设立预算主任并负责提出州预算，以及赋予州长罢免各部门主管和委员会成员的权力。
任期结束后，普罗克特回到佛蒙特大理石公司担任公司总裁直到退休，并于1952年起担任董事会主席直至1957年2月5日去世，死后被安葬在普罗克托南街公墓。

## 家庭
小雷德菲尔德·普罗克特的父亲是联邦参议员雷德菲尔德·普罗克特，其兄长是佛蒙特州州长弗莱彻·D·普罗克特，其侄子莫蒂默·R·普罗克特亦是佛蒙特州州长。